# І знову ранок
«І знову ранок» (рос. И снова утро) — радянська драматична стрічка 1960 року режисера Геннадія Казанського. Прем'єра стрічки відбулась 15 травня 1961 року.

## Синопсис
З лікарем-хірургом Олексієм Сєвєрцевим трапилась драматична подія — рятуючи від загибелі дитину, він сам став інвалідом, йому ампутували ноги. Сєвєрцеву здається, що життя скінчилося. Але на допомогу до нього приходять: Олена Рябініна, друзі, колишні хворі. Вони спонукають його повернутися до повноцінного життя.

## У ролях
- Володимир Самойлов — Олексій Сєвєрцев, хірург-кардіолог, професор
- Кюнна Ігнатова[ru] — Олена Рябініна, журналістка
- Борис Рижухін[ru] — Олег Одинцов, замісник Сєвєрцева
- Пантелеймон Кримов — Комаров
- Віра Медведєва — Ганна Михайлівна, сестра Сєвєрцева
- Микола Харитонов — Платонов
- Володимир Волчик[ru] — Микола Федосєєв, пацієнт
- В'ячеслав Соколов — Курков
- Адріан Філіппов — Бєлов, хірург
- Микола Кузьмін — Шаронов, пацієнт
- Наталя Кудрявцева — мати Петра Нечаєва
- Василь Максимов — редактор газети
- Федір Федоровський — гардеробник
- Світлана Мазовецька[ru] — продавчиня
- Олександра Фоміна — мати Федосєєва
- Тетяна Лук'янова — Люся
- Віктор Гур'янов — Петро Нечаєв
- Сергій Голубєв — епізодична роль
- Володимир Курков — епізодична роль (немає у титрах)

## Творча група
- Режисер-постановник: Геннадій Казанський[ru]
- Сценарист: Георгій Бєлєнький[ru], Леонід Мальцев
- Оператор-постановник: Музакір Шурук[ru]
- Художник-постановник: Василь Зачиняєв[ru]
- Режисер монтажу: К. Козирєва
- Звукооператор: Ростислав Лапинський
- Композитор: Надія Симонян[ru]
- Редактор: Ісаак Глікман[ru]